# Begonia magnicarpa
Espèce
Begonia magnicarpa est une espèce de plantes de la famille des Begoniaceae. Ce bégonia à port érigé jusqu'à 2 m de haut, originaire de Sarawak, sur l'île de Borneo, en Asie tropicale, a été décrit en 2017.

## Description
C'est une plante vivace et monoïque. Les hautes tiges rougissantes portent des feuilles asymétriques vert uni, de forme elliptiques et plutôt allongées, aux veinures en creux. L'inflorescence est allongée, peu ramifiée, et porte des petites fleurs d'un rose verdâtre, puis des longs fruits de section triangulaire. On ne distingue aucune pilosité à l'œil nu.  

## Répartition géographique
Cette espèce est originaire du pays suivant : Malaisie, état du Sarawak situé en Malaisie orientale. Il est endémique du Sarawak.

## Classification
Begonia magnicarpa fait partie de la section Petermannia du genre Begonia, famille des Begoniaceae.
L'espèce a été décrite en 2017 par les botanistes Che Wei Lin et Ching I Peng. L'épithète spécifique magnicarpa fait référence au fruit qui est alors le plus grand connu chez les bégonias de Bornéo.
Publication originale : (en) Lin et al.: Eleven new species of Begonia from Sarawak, Taiwania Vol. 62, No. 3, September 2017. DOI: 10.6165/tai.2017.62.219.